# 上田端八幡神社
上田端八幡神社（かみたばたはちまんじんじゃ）は東京都北区の神社。

## 概要
1189年（文治5年）に創建された。奥州征討の帰りに、源頼朝が当地に立ち寄り、鶴岡八幡宮から勧請したのが起源である。
なおこの由緒は、田端八幡神社のものと同じであり、両神社は元は単一の神社であったと推測されている。
隣の大龍寺が旧別当寺であり、本殿は大龍寺の本寺の霊雲寺にあった八幡宮を移設したものという。
境内には、摂末社として白髭神社、稲荷神社、大山祗神社がある。

## 祭神
- 品陀別命（応神天皇）

## 交通アクセス
- 駒込駅より徒歩8分。

## 関連文献
- 「田端村 八幡神社」『新編武蔵風土記稿』 巻ノ18豊島郡ノ10、内務省地理局、1884年6月。NDLJP:763978/21。 - 「村ノ鎮守トス」